# Колеус
Ко́леус (лат. Coleus) — род растений семейства Яснотковые (Lamiaceae). Ранее род насчитывал около 150 видов растений, однако позднее в результате исследований была проведена глубокая ревизия и в нем осталось только три подтвержденных вида - колеус пузырчатый (Coleus bullulatus), к. Форсколя (Coleus forskohlii) и к. блестящий (Coleus splendidus). Большинство остальных видов были отнесены к роду Шпороцветник (Plectranthus). Наиболее известный и популярный в декоративном цветоводстве колеус Блуме по современной классификации является шпороцветником шлемниковидным.

## Ботаническое описание
Травянистые растения, полукустарники или кустарники. Листья супротивные, простые, черешчатые, зубчатые. Жилкование перистое. Соцветие - полумутовка (verticillaster) с 6 и более цветками, собранными в гроздь или метелку. Прицветники отсутствуют или быстро опадают. Цветки декоративной ценности не имеют. Стеблевые, желтые, розоватые, сиреневые. Чашечка от яйцевидно-колокольчиковидной до колокольчиковидной, 5-и зубчатая, либо выраженно двугубая, задний зубец более крупный. Плодовая чашечка расширенная, загнутая вниз или назад, зев гладкий или опушенный. Венчик сильно выдающийся, прямой или загнутый, двугубый, верхняя губа (3-х или) 4-х дольная, сильно отогнутая, нижняя губа цельная, вытянуая, ладьевидная, суженная у основания. Тычинок 4, поникающие, сросшиеся с нижней губой, тычиночные нити сросшиеся или свободные, редко соединенные с трубкой венчика. Рыльце пестика равноразделенное на две доли. Орешки от овальных до округлых, гладкие, иногда бугорчатые, обычно до 4 шт.

## Хозяйственное значение и использование
Колеус Форсколя используется в народной медицине в качестве лекарственного растения. 

## Классификация

### Таксономия
Coleus Lour., 1790, Fl. Cochinch. : 372
Род Колеус относится к семейству Яснотковые (Lamiaceae) порядка Ясноткоцветные (Lamiales). Таксономическая схема в соответствии с Системой APG IV по состоянию на декабрь 2023 года:
|  |                                      |  |                                   |                                   |                      |  | ещё 23 семейства |               |               |                                                               |
|  |                                      |  |                                   |                                   |                      |  |                  |               |               | 3 подтвержденных вида и 269 таксонов, ожидающих подтверждения |
|  |                                      |  |                                   | порядок Ясноткоцветные            |                      |  |                  |               | род Колеус    |                                                               |
|  |                                      |  |                                   | порядок Ясноткоцветные            |                      |  |                  |               | род Колеус    |                                                               |
|  | отдел Цветковые, или Покрытосеменные |  |                                   |                                   | семейство Яснотковые |  |                  |               |               |                                                               |
|  | отдел Цветковые, или Покрытосеменные |  |                                   |                                   |                      |  |                  |               |               |                                                               |
|  |                                      |  | ещё 63 порядка цветковых растений | ещё 63 порядка цветковых растений |                      |  |                  | ещё 268 родов | ещё 268 родов |                                                               |
|  |                                      |  |                                   | ещё 63 порядка цветковых растений |                      |  |                  |               | ещё 268 родов |                                                               |

### Виды
- Coleus bullulatus Briq. — колеус пузырчатый
- Coleus forskohlii (Willd.) Briq. Колеус Форсколя
- Coleus splendidus  A.Chev. Колеус блестящий